# Philotrypesis selenitica
Philotrypesis selenitica är en stekelart som beskrevs av Grandi 1921. Philotrypesis selenitica ingår i släktet Philotrypesis och familjen fikonsteklar.
Artens utbredningsområde är Guinea. Inga underarter finns listade i Catalogue of Life.